# A Little Less Conversation
Singles de Elvis Presley
Let Yourself Go
(1968) If I Can Dream
(1968)
A Little Less Conversation est une chanson écrite par Mac Davis et Billy Strange et interprétée par Elvis Presley pour le film Le Grand Frisson et en single en septembre 1968. Succès mineur lors de sa sortie initiale, il devient un succès international en 2002 grâce au remix de Junkie XL à partir d'un ré-enregistrement ultérieur par Presley.

## Enregistrement
A Little Less Conversation est enregistré pour la première fois le 7 mars 1968 chez Western Recorders à Hollywood, en Californie, puis sort sur un single avec en face B Almost in Love, une autre chanson du film. La chanson n'a pas été publiée sur un LP jusqu'en novembre 1970, quand il a été inclus sur l'album Almost in Love (en), sorti sous l'étiquette RCA Camden. Il existe plusieurs prises différentes de la chanson, réalisées lors de la session du 7 mars 1968. La version utilisée pour le single est la 16e prise, qui est également celle de la bande sonore du film. La version publiée sur l'album Almost In Love est la 10e prise, plus longue d'une seconde.
Les musiciens de la session d'enregistrement sont Hal Blaine à la batterie, Al Casey à la guitare, Larry Knechtel à la basse et Don Randi au piano.

### Réenregistrement pour l'émission spéciale de 1968
Presley a réenregistré la chanson en juin 1968 pour la bande originale de son émission spéciale Elvis ou '68 Comeback Special avec l'intention de l’interpréter au cours du programme (la sortie du film Le Grand Frisson était prévue un mois avant l'émission), mais il décida finalement de ne pas utiliser cet enregistrement, et la chanson fut abandonnée pour le programme.
Cette nouvelle version est transposée en mi majeur, alors que celle enregistrée trois mois plus tôt était en la majeur, et comporte une réverbération vocale et lourde avec The Blossoms comme choristes. Au milieu des années 1990, Joseph A. Tunzi (en) vend cet enregistrement à Bertelsmann Music Group et celui-ci est initialement inclus dans la compilation Memories: The '68 Comeback Special (en), en 1998. Tunzi avait été le premier à documenter cet enregistrement dans son livre de 1996 Elvis Sessions II: The Recorded Music of Elvis Aron Presley 1953-1977.

## Classement
| Classement (1968)    | Meilleure position |
| -------------------- | ------------------ |
| États-Unis (Hot 100) | 69                 |

## Version de Junkie XL
Singles par JXL
Beauty Never Fades
(2002) Breezer
(2003)

### Classements

#### Classements hebdomadaires
| Classement (2002)                       | Meilleure position |
| --------------------------------------- | ------------------ |
| Australie (ARIA)                        | 1                  |
| Autriche (Ö3 Austria Top 40)            | 3                  |
| Belgique (Flandre Ultratop 50 Singles)  | 3                  |
| Belgique (Wallonie Ultratop 50 Singles) | 8                  |
| Canada (Nielsen SoundScan)              | 1                  |
| Danemark (Tracklisten)                  | 1                  |
| Finlande (Suomen virallinen lista)      | 6                  |
| France (SNEP)                           | 5                  |
| Allemagne (Media Control AG)            | 8                  |
| Hongrie (Rádiós Top 40)                 | 1                  |
| Hongrie (Single Top 40)                 | 1                  |
| Irlande (IRMA)                          | 1                  |
| Italie (FIMI)                           | 3                  |
| Pays-Bas (Single Top 100)               | 1                  |
| Nouvelle-Zélande (RMNZ)                 | 1                  |
| Norvège (VG-lista)                      | 1                  |
| Portugal (Portuguese Singles Chart)     | 1                  |
| Roumanie (Romanian Top 100)             | 2                  |
| Suède (Sverigetopplistan)               | 1                  |
| Suisse (Schweizer Hitparade)            | 1                  |
| Royaume-Uni (UK Singles Chart)          | 1                  |
| États-Unis (Hot 100)                    | 50                 |
| États-Unis (Adult Pop Songs)            | 26                 |

### Certifications
| Région                                                                                                 | Certification | Ventes/Streams |
| --- | ------------- | -------------- |
| France (SNEP)                                                                                          | Or            | 250 000*       |
| *Ventes selon la certification ^Mise en rayon selon la certification xNon précisé par la certification |               |                |